# Andreas Werner (Künstler)
Andreas Werner (* 31. Dezember 1984 in Merseburg) ist ein österreichischer Bildender Künstler mit Schwerpunkt auf Zeichnung und Malerei. Er lebt und arbeitet in Wien und Unterolberndorf (Niederösterreich).

## Biografie und Kunst
Andreas Werner studierte Theater-, Film- und Medienwissenschaft an der Universität Wien. Von 2004 bis 2006 studierte er Freie Grafik und Druckgrafik bei Sigbert Schenk an der Universität für angewandte Kunst Wien und von 2007 bis 2012 Grafik und druckgrafische Techniken bei Gunter Damisch an der Akademie der bildenden Künste Wien. Wo er 2012 mit Auszeichnung diplomierte.
Bekannt ist Werner für großformatige Zeichnungen von hybriden Konstruktionen aus Raketen, Robotern, Möbelstücken oder Tempelanlagen, denen gleichermaßen etwas Archaisches und Futuristisches anhaftet. Solide symmetrisch konstruiert verweisen diese auf zivilisatorische Errungenschaften und gesellschaftliche Grundkonstanten, die durch den düsteren Staub des Graphits eine zeitlos Schwere und Melancholie evozieren.
Im Winter 2021/2022 hatte er seine erste museale Soloausstellung „GALAKTAL“ in der Kunsthalle Krems. Gefolgt von einer Einzelausstellung „through the deep black void“ in der Galerie Krinzinger Schottenfeld, Wien. Seit 2015 wird er von der Galerie Krinzinger in Wien vertreten.

## Ausstellungen (Auswahl)

### Einzelausstellungen
- 2023: Beyond Myth and Tool, Galerie Krinzinger, Wien
- 2022: I called the force upon time and space. Andreas Werner, STRABAG Kunstforum Wien
- 2021: GALAKTAL. Andreas Werner, Kunsthalle Krems
- 2021: through the deep black void. Andreas Werner, Galerie Krinzinger Schottenfeld
- 2019: WE DREAMED OF A PAST FUTURE | Andreas Werner, VILTIN Gallery, Budapest
- 2018: Andreas Werner & Paul Feigelfeld - Science und Fiction in der Methode des Zeichnens, Krinzinger Lesehaus, Hadres (NÖ)
- 2017: I want you to bǝ perfect, Viltin Gallery Budapest
- 2017: Landschaftsvisionen – Tájképzetek, Österreichisches Kulturforum Budapest
- 2015: come in under the shadow of this red rock, Startgalerie im MUSA, Wien

### Ausstellungsbeteiligungen
- 2024: Horror Patriae steirischer Herbst '24, Neue Galerie Graz
- 2024: Der Raum in unseren Köpfen. Die Sammlungen, Museum der Moderne Salzburg
- 2024: Gekauft! Und dann?, Wien Museum MUSA
- 2021: APEIRON - Why Austrians Now? - Austrian Expedition 2021, The Radvila Palace Museum of Art, Vilnius (LTU)
- 2020: What about us?, VILTIN Gallery Budapest
- 2019: Ticket to the moon, Kunsthalle Krems
- 2018: Obsession Zeichnen, Bruseum / Neue Galerie Graz (kuratiert von Roman Grabner)
- 2018: not dark yet, Kunsthaus Mürz, Mürzzuschlag
- 2018: Berufstätige Bevölkerung, Mecklenburgisches Künstlerhaus Schloss Plüschow
- 2018: Kulturpreisträger 2016 des Landes Niederösterreich, NÖ DOK St. Pölten
- 2015: YAA 2015, Albertina Wien
- 2015: paper boat, Trapéz Gallery Budapest (kuratiert von Hajnalka Somogyi)
- 2015: some roads to somewhere - Galerie Hilger Brotkunsthalle Wien
- 2012: vastness, Diplomschau, x-hibit Akademie der bildenden Künste Wien
- 2010: Grafik ohne Grenzen, Horst Jansen Museum Oldenburg
- 2010: International Print Triennial Vienna, Künstlerhaus Wien
- 2006: The Essence 06, MAK Wien
- 2006: Lebt und studiert in Wien - Kunsthalle Wien „project space“

## Auszeichnungen
- Österreichische Grafikwettbewerb (Preis der Bundeshauptstadt Wien) 2023
- STRABAG ART AWARD 2022 (Hauptpreis)[5]
- Österreichisches Staatsstipendium für Bildende Kunst 2022
- Niederösterreichischer Kulturpreis, Anerkennungspreis 2016
- MUSA-Preis für junge Kunst der Stadt Wien 2016

## Werke in öffentlichen Sammlungen
- Albertina, Wien
- Belvedere 21, Wien (Sammlung der Republik Österreich)
- Fondation Maeght, Saint-Paul de Vence
- Grafische Sammlung Ferdinandeum, Tiroler Landesmuseen Innsbruck
- Musée d’art et d’histoire de Genève[6]
- Kunsthalle Mannheim
- Kupferstichkabinett der Akademie der Bildenden Künste Wien
- MASI (Museo d’arte della Svizzera italiana), Lugano
- Sammlung des Landes Niederösterreich, St. Pölten
- Sammlung der Stadt Wien
- STRABAG[7]
- Universalmuseum Joanneum Graz